# Ten Museum Park
Ten Museum Park es un rascacielos residencial de Miami. Está ubicado en el noreste del Downtown, frente a la Bahía Vizcaína. Fue diseñado por Chad Oppenheim (Oppenheim Architecture + Design). Fue terminado a principios de 2007 y sus apartamentos fueron entregadas a mediados de año. El edificio mide 178 metros de altura, y cuenta con 50 pisos con 200 viviendas. El edificio en sí está diseñado para reflectar el calor del sol sin dejar de mantener el calor, y puede soportar vientos de 140 mph. En junio de 2020,  era el vigésimo segundo edificio más alto de Miami.
Ten Museum Park contiene 1858 m² de oficinas, locales comerciales en los pisos inferiores y condominios residenciales, que ocupan la mayor parte del espacio en los pisos superiores.